# Belgische Leeuw
De Belgische Leeuw (Frans: Le Lion Belge) is een Belgische voetbaltrofee voor de beste voetballers van Arabische afkomst. Sinds 2010 wordt hij jaarlijks op het Gala van de Belgische Leeuw uitgereikt in diverse categorieën. Ten onrechte melden nieuwsmedia wel dat het enkel zou gaan om voetballers van Maghrebijnse herkomst.
De trofee wordt uitgereikt door de Schaarbeekse vzw Voltaire, die in 1999 opgericht is door Marokkaanse studenten om jongeren met Arabische wortels te stimuleren zich te ontwikkelen op sociaal-economisch gebied en in de sport. Het gala wordt in het voorjaar gehouden en heeft betrekking op het voorgaande jaar. In april 2019 werd dus de Belgische Leeuw 2018 uitgereikt. Ex-voetballer Nordin Jbari is de voorzitter van de jury.

## Categorieën
In 2019 werden de Belgische Leeuwen uitgereikt in de volgende categorieën:
- Mannen eerste klasse A, zie onderstaande tabel
- Vrouwen (Belgische Leeuwin, Lionne Belgique); in 2018 Inara Bouker
- Beloften; in 2019 Loïs Openda[3]
- Trainer
- Voetballend in het buitenland
- Futsal
- Amateurclub
- Amateurscheidsrechter
- Team U12 (onder de twaalf jaar).

## Winnaars mannen eerste klasse A
| Uitreiking | Naam             | Club           | Herkomst, roots               |
| ---------- | ---------------- | -------------- | ----------------------------- |
| 2010       | Mbark Boussoufa  | RSC Anderlecht | Marokko                       |
| 2011       | Mbark Boussoufa  | RSC Anderlecht | Marokko                       |
| 2012       | Soufiane Bidaoui | Lierse SK      | Marokko                       |
| 2013       | Hamdi Harbaoui   | Lokeren        | Tunesië                       |
| 2014       | Hamdi Harbaoui   | Lokeren        | Tunesië                       |
| 2015       | Mehdi Carcela    | Standard Luik  | Marokko                       |
| 2016       | Sofiane Hanni    | KV Mechelen    | Frankrijk (roots in Algerije) |
| 2017       | Ishak Belfodil   | Standard Luik  | Algerije                      |
| 2018       | Mehdi Carcela    | Standard Luik  | Marokko                       |
| 2019       | Mehdi Carcela    | Standard Luik  | Marokko                       |
| 2020       | Selim Amallah    | Standard Luik  | Marokko                       |
| 2021       | Tarik Tissoudali | KAA Gent       | Marokko                       |